# Jerzy Łapczyński (piłkarz)
Jerzy Łapczyński (ur. 1 maja 1967 w Krakowie, zm. 29 listopada 2000 tamże) – polski piłkarz występujący na pozycji pomocnika.

## Kariera
Był wychowankiem Krakusa Nowa Huta. Jako junior trenował również w drużynie Wisły Kraków. W sezonie 1991/92 reprezentował barwy Zawiszy Bydgoszcz. Zagrał w nim w 29 meczach, w których zdobył 2 bramki. W 1992 roku grał w Karpatach Krosno. W rundzie wiosennej sezonu 1992/93 występował w Górniku Konin. Po jego zakończeniu odszedł do Warty Poznań. W sezonie 1993/94 rozegrał 28 meczów, w których strzelił jednego gola. W 1994 roku odszedł do Hutnika Nowa Huta (18 meczów, 1 gol). W latach 1996–1997 i 1998−1999 był piłkarzem Unii Tarnów. W rundzie jesiennej sezonu 1997/98 występował w Wawelu Kraków.